# Говард, Джордж, 6-й граф Карлайл
Джордж Говард, 6-й граф Карлайл (17 сентября 1773 — 7 октября 1848), виконт Морпет до 1825 года, — британский дворянин и политический деятель. Служил лордом-хранителем печати в период с 1827 по 1828 год и в 1834 году и был членом правительства вигов, возглавляемого лордом Греем, в качестве министра без портфеля с 1830 по 1834 год.

## Биография
Карлайл был старшим сыном Фредерика Говарда, 5-го графа Карлайла, и его жены леди Маргарет Кэролайн Левесон-Гоуэр, дочери Гренвилля Левесон-Гоуэра, 1-го маркиза Стаффорда. Он получил образование в Итоне и Крайст-Чёрче в Оксфорде.
Карлайл был избран в парламент от Морпета в 1795 году и занимал кресло депутата до 1806 года, а затем до 1820 года представлял в парламенте Камберленд. В 1806 году был приведён к присяге как член Тайного совета. В 1825 году стал преемником титула своего отца и членом Палаты лордов. Работал в составе умеренных правительств тори Джорджа Каннинга и лорда Годерича в качестве министра лесов и лесных угодий с мая по июль 1827 года и как лорд-хранитель печати (с местом в правительстве) в период с июля 1827 по январь 1828 года. Однако в итоге он порвал с тори после избирательной реформы и затем работал в правительстве при министерствах вигов лорда Грея и лорда Мельбурна как министр без портфеля в период с 1830 по 1834 год, после чего снова был лордом-хранителем печати в период с июля и ноябрь 1834 года.
Помимо своей политической карьеры лорд Карлайл был лорд-лейтенантом Ист-Райдинг-оф-Йоркшира в период между 1824 и 1840 годами. Стал рыцарем ордена Подвязки в 1837 году.

## Семья
Лорд Карлайл женился на леди Джорджиане Кавендиш (1783—1858), дочери Уильяма Кавендиша, 5-го герцога Девоншира, и леди Джорджианы Спенсер, в 1801 году. В браке у них родилось двенадцати детей:
- Джордж Говард (18 апреля 1802 — 5 декабря 1864), 7-й граф Карлайл.
- леди Кэролайн Джорджиана Говард (24 июня 1803 — 27 ноября 1881). Вышла замуж за Уильяма Ласцеллеса.
- леди Джорджиана Говард (1804 — 17 марта 1860). Вышла замуж за Джорджа Эгер-Эллиса, 1-го барона Дувра.
- достопочтенный Фредерик Джордж Говард (8 июня 1805 — 18 ноября 1834).
- леди Гарриет Елизавета Джорджиана Говард (21 мая 1806 — 27 октября 1868). Вышла замуж за Джорджа Сазерленда-Левесон-Гауэра, 2-го герцога Сазерленда.
- Уильям Джордж Говард, 8-й граф Карлайл (23 февраля 1808 — 29 Марта 1889).
- Эдвард Грэнвилль Джордж Говард, 1-й барон Лэнертон (23 декабря 1809 — 8 октября 1880). Женился на Диане Понсонби, дочери достопочтенного Джорджа Понсонби.
- леди Бланш Джорджиана Говард (11 января 1812 — 27 апреля 1840). Вышла замуж за Уильяма Кавендиша, 7-го герцога Девоншира.
- достопочтенный Чарльз Уэнтворт Джордж Говард (27 марта 1814 — 11 апреля 1879). Женился на Мэри Парк, дочь Джеймса Парка, барона Уэнслидэйла. Они были родители Джорджа Говарда, 9-го граф Карлайла.
- леди Элизабет Дороти Энн Говард (8 декабря 1816 — 11 мая 1891). Вышла замуж за преподобного Фрэнсиса Ричарда Грея, сын Чарльза Грея, 2-го графа Грея.
- достопочтенный Генри Джордж Говард (22 мая 1818 — 10 августа 1879). 29 мая 1845 года женился на Мэри Уэлсли Мактавиш, дочери Джона Мактавиша, британского консула в Балтиморе, и его жены, Эмили Катон. Пара сочеталась браком в доме тёти жены, маркизы Уэлсли. Служил в качестве секретаря посольства Великобритании в Париже. Его жена умерла в Париже 21 февраля 1850 года на 23-м году жизни.
- леди Мэри Матильда Джорджиана Говард (28 января 1823 — 17 сентября 1892). Вышла замуж за Генри Лабушера, 1-го барона Тонтона.

Лорд Карлайл умер в замке Ховард, Йоркшир, в октябре 1848 года в возрасте 75 лет, после чего титул графа перешёл к его старшему сыну Джорджу. Графиня Карлайл умер в замке Ховард в августе 1858 года в возрасте 75 лет.